# Maisin
I Maisin sono un gruppo etnico appartenente all'etnia dei Papuani di poche migliaia di individui che vive nel nord-est della Papua Nuova Guinea. Parlano due dialetti regionali indigeni. Pur praticando la coltivazione a bassa intensità, sono anche cacciatori e raccoglitori. La loro religione è un misto di cristianesimo e credenze tradizionali.
Negli anni Novanta, i Maisin si sono schierati con una serie di organizzazioni non governative ambientaliste, in particolare Greenpeace, per opporsi al disboscamento commerciale delle foreste pluviali dietro i loro villaggi e per promuovere uno sviluppo su piccola scala e rispettoso dell'ambiente. La loro lotta donchisciottesca contro un'impresa di disboscamento, che aveva rivendicato illegalmente l'accesso alle loro terre, ha suscitato grande attenzione a livello internazionale fino al 2002, quando i Maisin hanno sconfitto l'impresa in un processo nazionale. Nonostante questa vittoria, l'area continua a essere oggetto di interessi forestali e minerari e la comunità è divisa nel sostegno o nell'opposizione a progetti di "sviluppo" su larga scala nella regione.
Nel novembre 2007, i villaggi Maisin e gran parte della provincia di Oro sono stati colpiti da devastanti inondazioni che hanno distrutto giardini e minato molte case.